# الأم (مسرحية غودمان)
عرضت مسرحية الأم عام ١٩١٠ و كانت أول مسرحية ناجحة للكاتب لجولز إيكرت جودمان . 
عرضت المسرحية في ٧ مارس ١٩١٠ في بلينفيلد في ، نيو جيرسي .  وانتجها ويليام برادي، وظهرت لأول مرة في برودواي في ٧سبتمبر ١٩١٠ في مسرح هاكيت .   وقُدمت فيه حتى ٣ديسمبر ١٩١٠، ثم نقلت إلى مسرح الدائرة الذي افتتحها في ٥ ديسمبر واستمرت حتى ٣١ ديسمبر،  لما مجموعه ١٣٣ اداءاً. 
وعرضت المسرحية على الشاشة في فيلمٍ صامت عام ١٩١٤ بالاسم ذاته .

## طاقم برودواي 1910
- إيما دن في دور السيدة. كاثرين ويذريل [7]
- فريدريك بيري في دور ويليام هوارد ويذريل
- ألبرت لاتشا في دور والتر طومسون ويذريل
- آرثر روس مثل جيمس بينغهام ويذريل
- ديفيد روس مثل جون والتون ويذريل
- مينيت باريت في دور أرداث ويذريل
- ماريون كابمان في دور ليونور ويذريل
- جيمس بروفي في دور جون روفوس تشيس
- جون ستوكس في دور هاري ليك
- جين كوركوران بدور إليزابيث ترهون
- جوستين كتنج مثل أجاثا [3]

## روابط خارجية
- الأم على قاعدة بيانات إنترنت برودواي
- صور إنتاج مكتبة نيويورك العامة
- الأم (1911) (نسخة كتاب اللعب على كتب جوجل)